# Aquitanien
Cet article concerne une époque géologique. Pour la langue éteinte, voir Aquitain.
Stratigraphie
Chattien Burdigalien
Oligocène
L'Aquitanien est la première subdivision de l'époque du Miocène. Il s'étend de 23,03 à 20,44 millions d'années.
Il succède au Chattien de l'Oligocène et précède le Burdigalien.

## Définition
L'Aquitanien est dénommé d'après la région Aquitaine en France. Il a été défini par le géologue suisse Karl Mayer-Eymar en 1858.
La base de l'Aquitanien (également la base des séries du Miocène) est définie comme la base des strates correspondant à la première apparition du foraminifère planctonique Paragloborotalia kugleri, est située près de l'extinction de l'espèce de nanoplancton Reticulofenestra bisecta (laquelle forme la base de la biozone NN1), et est définie à la base de la magnétozone normale C6Cn.2n. Le point stratotypique mondial (GSSP), de coordonnées 44° 39′ 32″ N, 8° 50′ 11″ E,  pour l'étage Aquitanien se situe dans la section Lemme-Carrosio près du village de Carrosio, au nord de Gênes en Italie.
Le sommet de l'étage Aquitanien (la base du Burdigalien) correspond à la première apparition du foraminifère Globigerinoides altiaperturus et au sommet de la magnétozone normale C6An.